# つくばみらい市総合運動公園

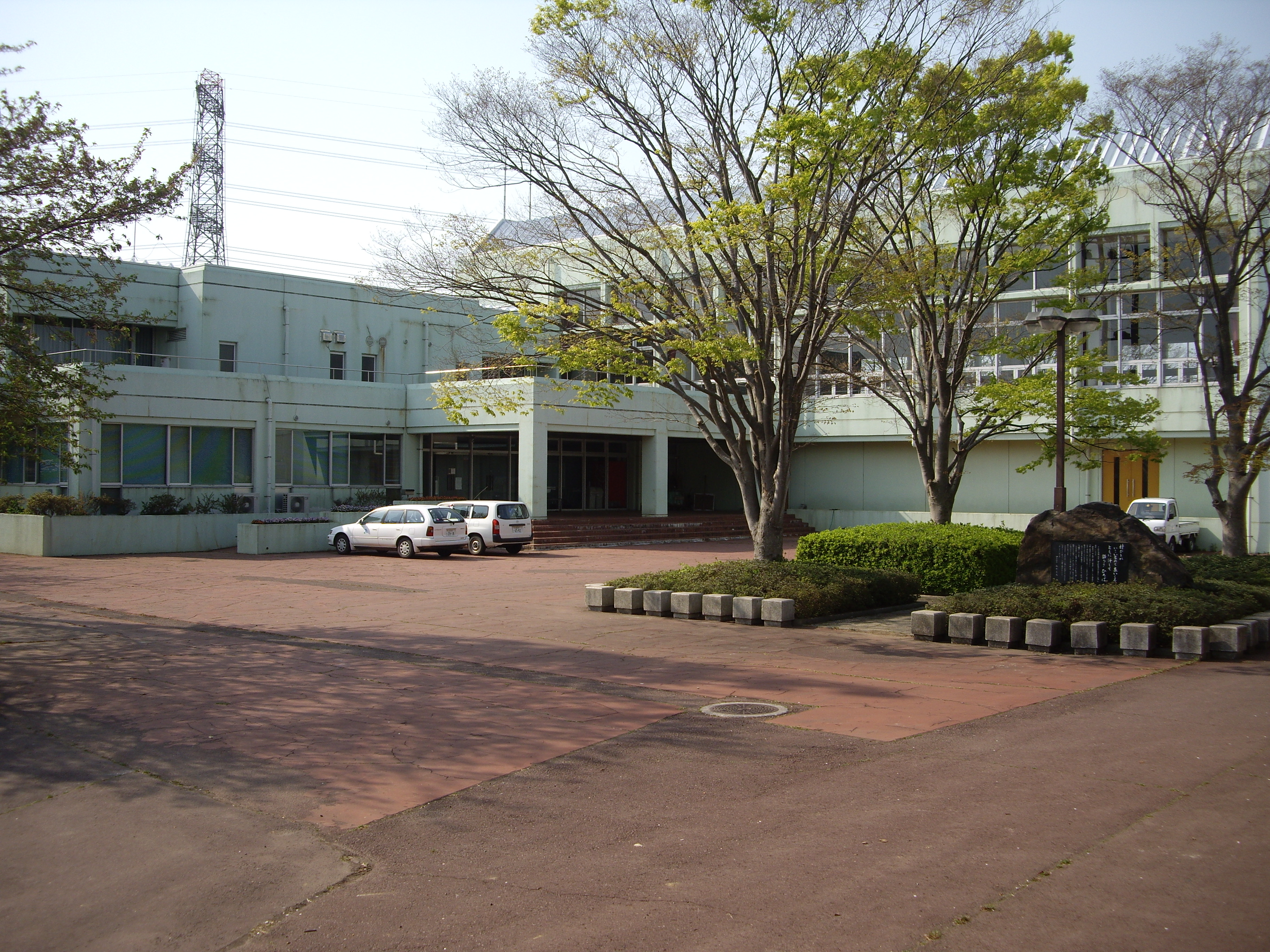
体育館

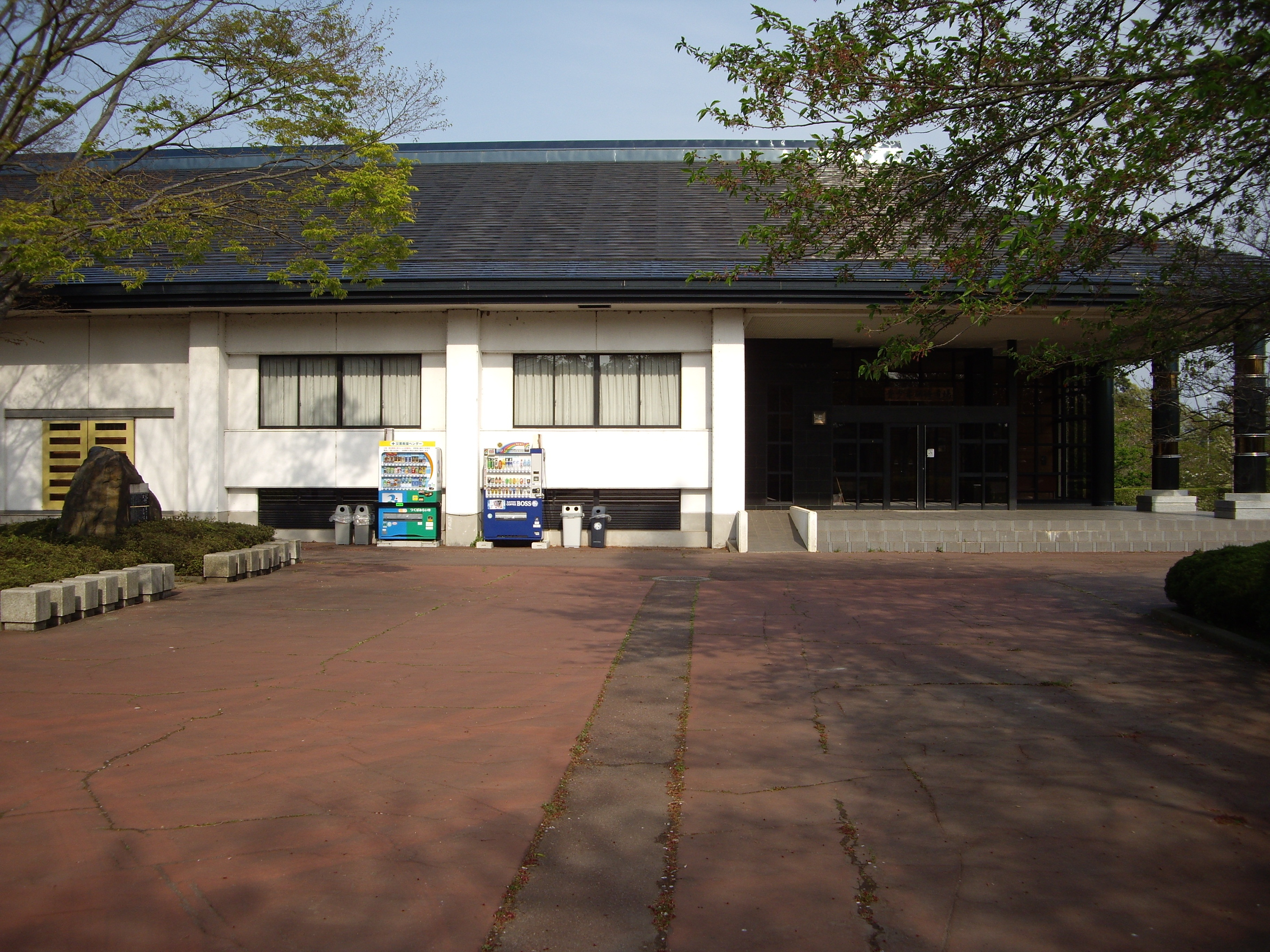
青少年研修道場

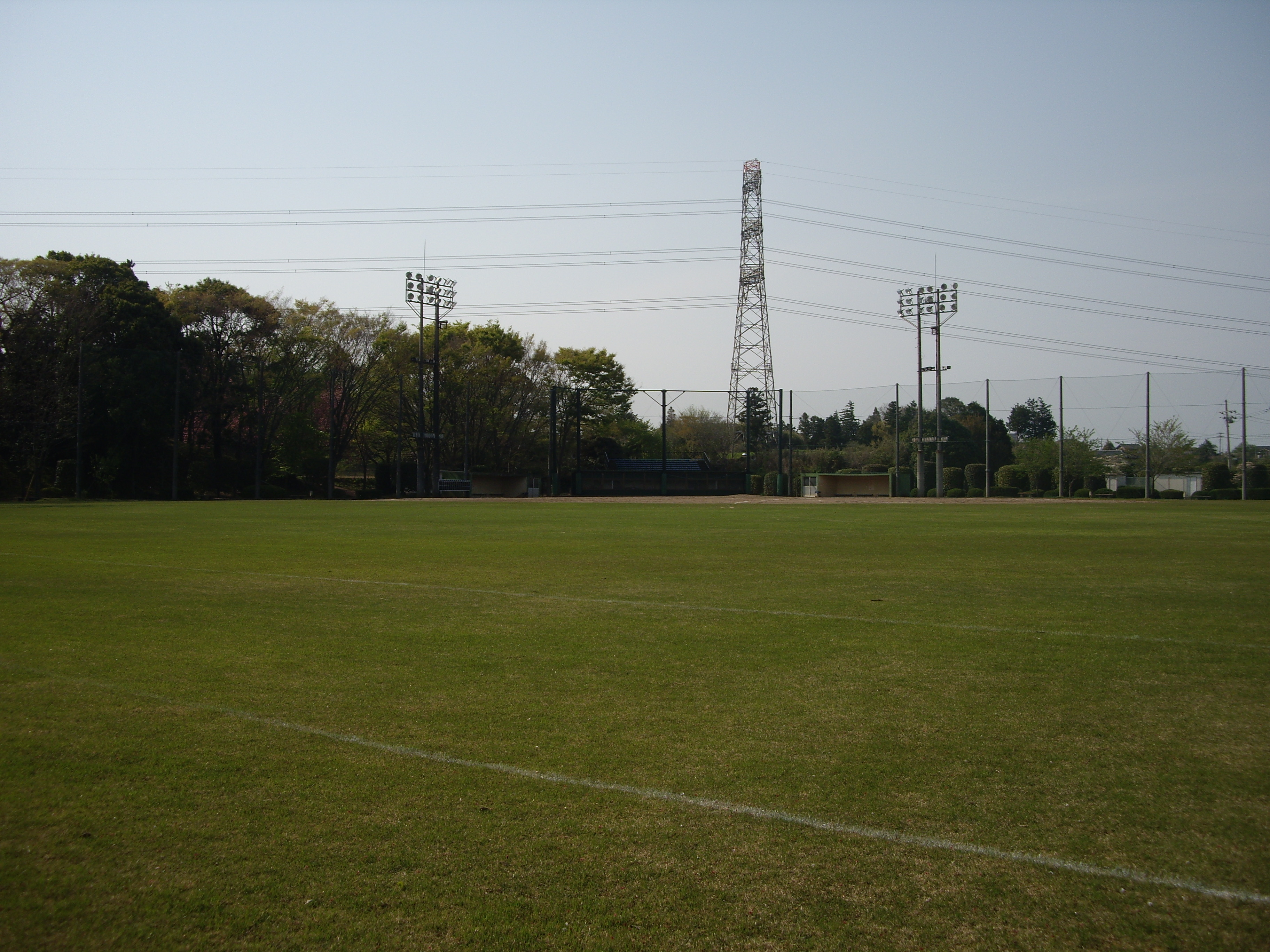
野球場

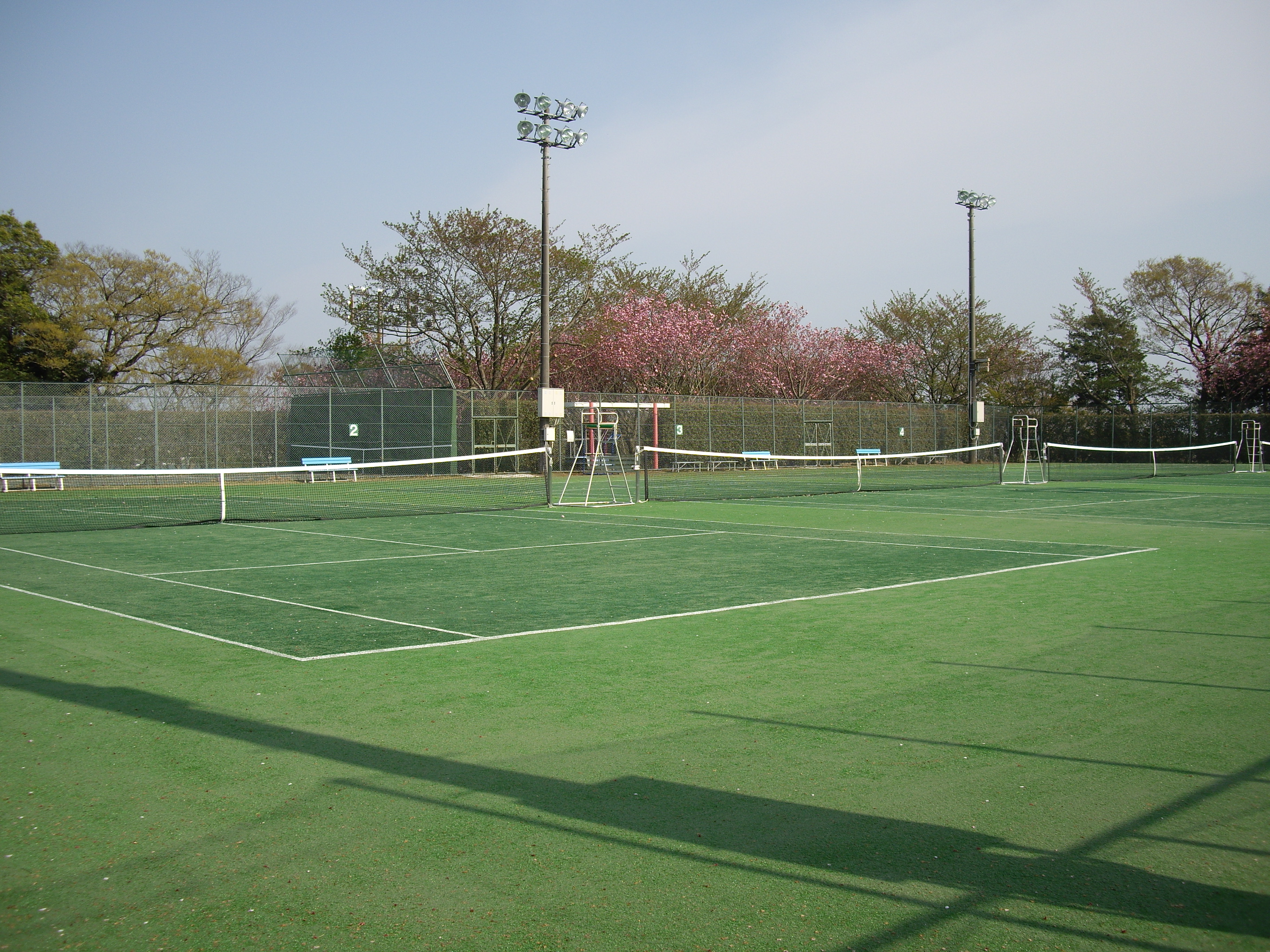
テニスコート

つくばみらい市総合運動公園（つくばみらいしそうごううんどうこうえん）は、茨城県つくばみらい市小張にある運動公園である。つくばみらい市では主に総合運動公園と呼ばれる。

## 概要
筑波郡伊奈村の1980年（昭和55年）度最大の事業に位置づけられ、伊奈村総合運動公園として建設された公園である。1979年（昭和54年）に伊奈村民を対象としたアンケートを行った結果、総合運動公園の要望があり、村民誰もがくつろぎ、楽しむことのできる公園として、伊奈村により村民総合運動公園として計画された。
整地作業には行政改革の一環として自衛隊に造成工事を依頼し、1980年（昭和55年）5月12日に起工式が行われ、陸上自衛隊施設学校勝田教導隊の｢土作戦｣によって整地が行われた。依頼先が陸上自衛隊であったことから、整地費用は機械の燃料代と電気代のみに抑えられている。整地作業は5月中旬から6月中旬を予定していたが、5月30日に完了し、伊奈村に引き渡された。整地は切土を行っているほか、平均1mほど盛土を行っており、13,000㎥ほどの土を動かしている。その後、野球場の設計及び施設の着工に入り、1981年（昭和56年）4月に中心施設となる野球場と村民体育館が完成、5月から開放された。その後も5月下旬から7月中旬にかけて5千本の植樹が行われている。1985年（昭和60年）4月1日には伊奈村が町制施行し、伊奈町となったために伊奈町総合運動公園となり、2006年（平成18年）3月27日には伊奈町が谷和原村と合併してつくばみらい市となったため、現在の名称であるつくばみらい市総合運動公園となっている。合併と同時に旧谷和原村域居住者も市内利用者となった。

### 沿革
- 1979年（昭和54年） 筑波郡伊奈村が村民を対象にアンケートを行う。
- 1980年（昭和55年）
  - 5月12日 前年度のアンケートの結果を受け、1980年度最大の事業として村民運動公園（後に｢伊奈村総合運動公園｣に改められる）の起工式が行われる。また、陸上自衛隊施設学校勝田教導隊によって整地作業が開始。
  - 5月30日 予定より半月早い形で整地作業が完了。野球場の設計及び施設の着工が行われる。
- 1981年（昭和56年）
  - 4月 野球場と村民体育館が完成。
  - 5月 伊奈村総合運動公園（施設は野球場と村民体育館）の供用開始。下旬より植樹が開始される。
  - 7月中旬 5月下旬より行われていた5,000本の植樹が完了。
- 1985年（昭和60年）4月1日 筑波郡伊奈村が町制施行。伊奈町となり、伊奈町総合運動公園へ名称を変更。
- 2006年（平成18年）3月27日 筑波郡伊奈町が同郡谷和原村と合併し、市制施行。つくばみらい市となり、つくばみらい市総合運動公園へ名称を変更。旧谷和原村域居住者も市民利用者の対象となる。

## 施設利用
野外ステージ、テニスコート、多目的広場及び、犬の散歩には事前（1週間程度前）に市に申込をすることが必要である。

### 利用時間・使用料
公園内の各施設は毎週月曜日（月曜日が祝日の場合は翌日）、年末年始（12月29日 - 1月3日）が利用不可となっている。また、利用する場合は利用予定日の2ヶ月前から3日前までにつくばみらい市に利用許可申請書を申請する必要がある。
| 利用施設       | 利用時間                  | 市民利用者使用料 | 市外利用者使用料 |
| -------------- | ------------------------- | ---------------- | ---------------- |
| 体育館         | 午前9時 - 午後5時         | 2,000円/h        | 5,000円/h        |
| 体育館         | 午後5時30分 - 午後9時30分 | 3,000円/h        | 7,000円/h        |
| 青少年研修道場 | 午前9時 - 午後9時30分     | 無料             | （利用不可）     |
| 野球場         | 午前9時 - 午後9時30分     | 500円/h          | 1,000円/h        |
| 野球場         | 午後5時30分 - 午後9時30分 | 10,000円/h       | 20,000円/h       |
| テニスコート   | 午前9時 - 午後5時         | 1面400円/2h      | 1面2000円/2h     |
| テニスコート   | 午後5時30分 - 午後9時30分 | 1面2000円/2h     | 1面2000円/2h     |
| ゲートボール場 | 午前9時 - 日没            | 無料             | （利用不可）     |
| 多目的広場     | 午前9時 - 日没            | 無料             | （利用不可）     |